# Stazione di Travedona-Biandronno
La stazione di Travedona-Biandronno è una fermata ferroviaria posta sulla linea Luino-Milano a servizio dei comuni italiani di Travedona-Monate e Biandronno, in provincia di Varese.

## Storia
La fermata fu attivata il 10 gennaio 1921.

## Strutture e impianti
La fermata sorge in una zona boscosa e poco antropizzata, circa a metà strada tra i centri abitati dei quali è al servizio.
Essa dispone di un piccolo fabbricato viaggiatori a singolo piano, atto ad ospitare biglietteria automatica e sala d'attesa. Contiguo a esso sorgono due altri stabili di analoghe dimensioni adibiti a deposito e servizi igienici. Il patrimonio edilizio è completato da un casello ferroviario, alienato e trasformato in abitazione privata.
Il sedime consta di un unico binario passante bidirezionale, servito da una singola banchina ubicata sul lato dei summenzionati edifici.

## Movimento
La fermata è servita dai treni della linea S30 della rete celere del Canton Ticino, eserciti da TiLo a frequenza bioraria, intercalati da treni regionali Gallarate–Laveno–Luino di Trenord, anch'essi a frequenza bioraria, per una frequenza complessiva di un treno ogni ora per ciascuna direzione.

## Servizi
È gestita da Rete Ferroviaria Italiana che ai fini commerciali classifica l'impianto in categoria Bronze, dispone di:
- Sala d'attesa
- Biglietteria self-service
- Servizi igienici